# Zivilrechtlicher Bestimmtheitsgrundsatz (Liechtenstein)
Der Bestimmtheitsgrundsatz normiert im liechtensteinischen Zivilrecht, dass Erklärungen, Gegenstände, Leistungen, Gesetze etc. hinreichend genau bezeichnet werden müssen und stützt sich dazu auf mehrere Bestimmungen im Zivilrecht.

## Zivilrecht
Unter anderem auf § 869 liechtensteinischen ABGB: „Die Einwilligung in einen Vertrag muss frei, ernstlich, bestimmt und verständlich erklärt werden. Ist die Erklärung unverständlich, ganz unbestimmt oder erfolgt die Annahme unter andern Bestimmungen, als unter welchen das Versprechen geschehen ist, so entsteht kein Vertrag. Wer sich, um einen andern zu bevorteilen, undeutlicher Ausdrücke bedient oder eine Scheinhandlung unternimmt, leistet Genugtuung.“
Die Bestimmtheit bezieht sich dabei aber auch auf den Gegenstand (Sache oder Leistung) nicht nur die Einwilligung zu einem Vertrag. Der Gegenstand oder die Leistung muss so bestimmt bezeichnet werden, dass sich aus dem Vertrag selbst ergibt, was Vertragsgrundlage ist; Siehe auch § 1054 ABGB zur Bestimmtheit des Kaufobjekts und § 1056 ff ABGB des Kaufpreises. Der Einwilligung (Erklärung) in den Vertrag müssen die wesentlichen Rechtsfolgen entnehmbar sein, die der Erklärende erreichen will. Dies betrifft insbesondere die wesentlichen Vertragsbestandteile (Essentialia negotii), die nicht durch allgemeine Umschreibungen ersetzt werden können. Siehe auch § 936 ABGB zum Vorvertrag.
Beispiel: Das Versprechen, „sieben kleine Perserteppiche“ zu schulden, ist wegen der möglichen Qualitätsunterschiede bei (Perser-)Teppichen zu unbestimmt. Die Bestimmtheit wird im Sachenrecht auch unter dem Begriff des „Spezialitätsgrundsatz“ geführt.

## Stiftungsrecht
Der Bestimmtheitsgrundsatz im Hinblick auf Stiftungen in Liechtenstein fordert, dass der Stiftungszweck in den Stiftungsurkunden so konkret umschrieben sein muss, so dass dies auch tatsächlich eine Bindung der Stiftungsorgane für deren Handeln darstellen kann.

## Erbrecht
Auch im Erbrecht muss der wahre Wille des Erblassers (Testator) bestimmt sein (nach § 565 ABGB): „ Der Wille des Erblassers muss bestimmt, nicht durch blosse Bejahung eines ihm gemachten Vorschlages; er muss im Zustande der vollen Besonnenheit, mit Überlegung und Ernst, frei von Zwang, Betrug, und wesentlichem Irrtume erklärt werden.“

## Miet- und Pachtverträge
Ebenso müssen bei Miete oder Pacht das Entgelt (Bestandzins) bestimmbar sein (§ 1092 ABGB).

## Arbeitsrecht
Auch im Arbeitsrecht, welches auf das Bürgerliche Recht aufbaut, ist der Begriff der Bestimmtheit auf das Arbeitsverhältnis anzuwenden, wobei hier ein größerer Spielraum besteht (§ 869 ABGB). In Liechtenstein wurde der ursprünglich hierzu einschlägige § 1153 ABGB aufgehoben und das Arbeitsrecht in weiterer Folge vor allem aus der Schweiz rezipiert. Es ergibt sich die Bestimmtheit von Regelungen in Arbeitsverhältnissen weiter aus § 869 ABGB. Ob und inwieweit in Liechtenstein durch die Aufhebung des § 1153 ABGB dieser größere Spielraum im Arbeitsrecht, der in Österreich aufgrund von § 1153 zweiter Satz öABGB besteht, selbst eingeschränkt wurde, ist bislang ungeklärt.